# Puchar Świata w biegach na nartorolkach 2023
Puchar Świata w biegach na nartorolkach 2023 rozpoczął się 13 lipca 2023 r. w kazachskim Szczuczyńsku, a zakończył 10 września tego samego roku we włoskim Ziano di Fiemme. 
Obrońcami Kryształowych Kul byli: Szwedka Linn Sömskar oraz Norweg Amund Korsæth. Podobnie jak przed rokiem, najlepszą wśród kobiet okazała się Szwedka Linn Sömskar, natomiast wśród mężczyzn tytuł najlepszego biegacza klasyfikacji generalnej powędrował w ręce Włocha Tommaso Dellagiacomy.

## Kalendarz i wyniki

### Kobiety
| Lp                                                                      | Data             | Miejscowość          | Dystans                             | 1. miejsce              | 2. miejsce              | 3. miejsce             |
| ----------------------------------------------------------------------- | ---------------- | -------------------- | ----------------------------------- | ----------------------- | ----------------------- | ---------------------- |
| 1.                                                                      | 13 lipca 2023    | Szczuczyńsk          | Sprint s. dowolnym (1.4 km)         | Linn Sömskar            | Victoria Nitteberg      | Jackline Lockner       |
| 2.                                                                      | 14 lipca 2023    | Szczuczyńsk          | Sprint na 200 m s. dowolnym         | Julie Henriette Arnesen | Jackline Lockner        | Linn Sömskar           |
| 3.                                                                      | 15 lipca 2023    | Szczuczyńsk          | 10 km s. dowolnym                   | Linn Sömskar            | Ksienija Szałygina      | Sophia Tsu Velicer     |
| 4.                                                                      | 16 lipca 2023    | Szczuczyńsk          | 20 km s. klasycznym (start masowy)  | Linn Sömskar            | Angielina Szuryga       | Ksienija Szałygina     |
| Mistrzostwa Świata w Biegach na Nartorolkach 2023 (10–13 sierpnia 2023) |                  |                      |                                     |                         |                         |                        |
| MŚ                                                                      | 10 sierpnia 2023 | Otepää/Tartu Lazzate | Sprint na 200 m s. dowolnym         | Odwołano                | Odwołano                | Odwołano               |
| MŚ                                                                      | 11 sierpnia 2023 | Otepää/Tartu Lazzate | 10 km s. klasycznym                 | Odwołano                | Odwołano                | Odwołano               |
| MŚ                                                                      | 12 sierpnia 2023 | Otepää/Tartu Lazzate | Sprint drużynowy 2x6 km s. dowolnym | Odwołano                | Odwołano                | Odwołano               |
| MŚ                                                                      | 13 sierpnia 2023 | Otepää/Tartu Lazzate | 20 km s. dowolnym (start masowy)    | Odwołano                | Odwołano                | Odwołano               |
| 5.                                                                      | 18 sierpnia 2023 | Madona               | 10 km s. klasycznym                 | Linn Sömskar            | Keidy Kaasiku           | Jackline Lockner       |
| 6.                                                                      | 19 sierpnia 2023 | Madona               | Sprint na 200 m s. dowolnym         | Julie Henriette Arnesen | Linn Sömskar            | Jackline Lockner       |
| 7.                                                                      | 20 sierpnia 2023 | Madona               | 15 km s. dowolnym (start masowy)    | Linn Sömskar            | Jackline Lockner        | Keidy Kaasiku          |
| 8.                                                                      | 8 września 2023  | Ziano di Fiemme      | 10 km s. dowolnym (start masowy)    | Linn Sömskar            | Nicole Monsorno         | Maria Eugenia Boccardi |
| 9.                                                                      | 9 września 2023  | Ziano di Fiemme      | Sprint na 200 m s. dowolnym         | Linn Sömskar            | Julie Henriette Arnesen | Jackline Lockner       |
| 10.                                                                     | 10 września 2023 | Ziano di Fiemme      | 13 km s. klasycznym (start masowy)  | Maria Gismondi          | Linn Sömskar            | Maria Eugenia Boccardi |

### Mężczyźni
| Lp                                                                      | Data             | Miejscowość          | Dystans                              | 1. miejsce           | 2. miejsce           | 3. miejsce               |
| ----------------------------------------------------------------------- | ---------------- | -------------------- | ------------------------------------ | -------------------- | -------------------- | ------------------------ |
| 1.                                                                      | 13 lipca 2023    | Szczuczyńsk          | Sprint s. dowolnym (1.4 km)          | Emanuele Becchis     | Artiom Kowalow       | Matteo Tanel             |
| 2.                                                                      | 14 lipca 2023    | Szczuczyńsk          | Sprint na 200 m s. dowolnym          | Emanuele Becchis     | Jostein Olafsen      | Michele Valerio          |
| 3.                                                                      | 15 lipca 2023    | Szczuczyńsk          | 10 km s. dowolnym                    | Tommaso Dellagiacoma | Ołżas Klimin         | Riccardo Lorenzo Masiero |
| 4.                                                                      | 16 lipca 2023    | Szczuczyńsk          | 20 km s. klasycznym (start masowy)   | Matteo Tanel         | Ołżas Klimin         | Władisław Kowalow        |
| Mistrzostwa Świata w Biegach na Nartorolkach 2023 (10–13 sierpnia 2023) |                  |                      |                                      |                      |                      |                          |
| MŚ                                                                      | 10 sierpnia 2023 | Otepää/Tartu Lazzate | Sprint na 200 m s. dowolnym          | Odwołano             | Odwołano             | Odwołano                 |
| MŚ                                                                      | 11 sierpnia 2023 | Otepää/Tartu Lazzate | 15 km s. klasycznym                  | Odwołano             | Odwołano             | Odwołano                 |
| MŚ                                                                      | 12 sierpnia 2023 | Otepää/Tartu Lazzate | Sprint drużynowy 2x10 km s. dowolnym | Odwołano             | Odwołano             | Odwołano                 |
| MŚ                                                                      | 13 sierpnia 2023 | Otepää/Tartu Lazzate | 30 km s. dowolnym (start masowy)     | Odwołano             | Odwołano             | Odwołano                 |
| 5.                                                                      | 18 sierpnia 2023 | Madona               | 15 km s. klasycznym                  | Matteo Tanel         | Tommaso Dellagiacoma | Kasper Herland           |
| 6.                                                                      | 19 sierpnia 2023 | Madona               | Sprint na 200 m s. dowolnym          | Emanuele Becchis     | Lauris Kaparkalējs   | Michele Valerio          |
| 7.                                                                      | 20 sierpnia 2023 | Madona               | 20 km s. dowolnym (start masowy)     | Kasper Herland       | Matteo Tanel         | Raimo Vīgants            |
| 8.                                                                      | 8 września 2023  | Ziano di Fiemme      | 15 km s. dowolnym (start masowy)     | Raimo Vīgants        | Matteo Tanel         | Tommaso Dellagiacoma     |
| 9.                                                                      | 9 września 2023  | Ziano di Fiemme      | Sprint na 200 m s. dowolnym          | Emanuele Becchis     | Jostein Olafsen      | Michele Valerio          |
| 10.                                                                     | 10 września 2023 | Ziano di Fiemme      | 15 km s. klasycznym (start masowy)   | Władisław Kowalow    | Tommaso Dellagiacoma | Matteo Tanel             |

## Klasyfikacje

### Kobiety
| Lp. | Zawodniczka             | Punkty |
| --- | ----------------------- | ------ |
| 1.  | Linn Sömskar            | 1029   |
| 2.  | Jackline Lockner        | 884    |
| 3.  | Anna Mielnik            | 709    |
| 4.  | Victoria Nitteberg      | 702    |
| 5.  | Elisa Sordello          | 656    |
| 6.  | Julie Henriette Arnesen | 481    |
| 7.  | Kitija Auziņa           | 462    |
| 8.  | Samanta Krampe          | 395    |
| 9.  | Wiktorija Ołech         | 355    |
| 10. | Sophia Tsu Velicer      | 304    |

| Lp. | Zawodniczka             | Punkty |
| --- | ----------------------- | ------ |
| 1.  | Linn Sömskar            | 434    |
| 2.  | Julie Henriette Arnesen | 429    |
| 3.  | Jackline Lockner        | 409    |
| 4.  | Victoria Nitteberg      | 330    |
| 5.  | Anna Mielnik            | 289    |
| 6.  | Elisa Sordello          | 266    |
| 7.  | Hanne Sæther Garberg    | 178    |
| 8.  | Samanta Krampe          | 162    |
| 9.  | Kitija Auziņa           | 161    |
| 10. | Sophia Tsu Velicer      | 142    |

| Lp. | Państwo         | Punkty |
| --- | --------------- | ------ |
| 1.  | Kazachstan      | 9975   |
| 2.  | Włochy          | 3937   |
| 3.  | Szwecja         | 2598   |
| 4.  | Łotwa           | 1820   |
| 5.  | Ukraina         | 1587   |
| 6.  | Norwegia        | 1407   |
| 7.  | Tajlandia       | 929    |
| 8.  | Estonia         | 597    |
| 9.  | Chińskie Tajpej | 304    |
| 10. | Słowenia        | 238    |

### Mężczyźni
| Lp. | Zawodnik                 | Punkty |
| --- | ------------------------ | ------ |
| 1.  | Tommaso Dellagiacoma     | 836    |
| 2.  | Matteo Tanel             | 828    |
| 3.  | Emanuele Becchis         | 733    |
| 4.  | Michele Valerio          | 703    |
| 5.  | Władisław Kowalow        | 651    |
| 6.  | Artiom Kowalow           | 625    |
| 7.  | Riccardo Lorenzo Masiero | 565    |
| 8.  | Simon Karlsson           | 547    |
| 9.  | Raimo Vīgants            | 531    |
| 10. | Niks Saulītis            | 523    |

| Lp. | Zawodnik                 | Punkty |
| --- | ------------------------ | ------ |
| 1.  | Emanuele Becchis         | 450    |
| 2.  | Michele Valerio          | 386    |
| 3.  | Artiom Kowalow           | 338    |
| 4.  | Tommaso Dellagiacoma     | 291    |
| 5.  | Niks Saulītis            | 279    |
| 6.  | Jostein Olafsen          | 274    |
| 7.  | Matteo Tanel             | 268    |
| 8.  | Riccardo Lorenzo Masiero | 217    |
| 9.  | Władisław Kowalow        | 208    |
| 10. | Simon Karlsson           | 188    |

| Lp. | Państwo         | Punkty |
| --- | --------------- | ------ |
| 1.  | Kazachstan      | 13597  |
| 2.  | Włochy          | 7387   |
| 3.  | Łotwa           | 2896   |
| 4.  | Szwecja         | 2038   |
| 5.  | Ukraina         | 1570   |
| 6.  | Norwegia        | 1065   |
| 7.  | Tajlandia       | 693    |
| 8.  | Słowacja        | 401    |
| 9.  | Szwajcaria      | 324    |
| 10. | Chińskie Tajpej | 310    |

### Razem (K+M)
| Lp. | Państwo         | Punkty |
| --- | --------------- | ------ |
| 1.  | Kazachstan      | 23572  |
| 2.  | Włochy          | 11324  |
| 3.  | Łotwa           | 4716   |
| 4.  | Szwecja         | 4636   |
| 5.  | Ukraina         | 3157   |
| 6.  | Norwegia        | 2472   |
| 7.  | Tajlandia       | 1622   |
| 8.  | Estonia         | 819    |
| 9.  | Chińskie Tajpej | 614    |
| 10. | Szwajcaria      | 549    |